# Panhead
De Panhead is een motorfiets van Harley-Davidson, die geproduceerd is van 1948 tot 1965. De bijnaam Panhead is ontleend aan de vorm van de kleppendeksels. 

## Geschiedenis
In het eerste jaar werd de Panhead met een springervoorvork  geleverd, in 1949 werd de hydraulisch geveerde voorvork geïntroduceerd, vandaar de naam Hydra-Glide. In 1955 kwam de FLH op de markt met een hogere compressie. In 1958 werd de Duo-Glide geïntroduceerd, die was uitgerust met achtervering.

De laatste belangrijke wijziging was de introductie van de Electra-Glide in 1965, het enige (en laatste) jaar dat de Panhead was uitgerust met 12 volt en een elektrische starter.